# 塩化亜鉛
塩化亜鉛（えんかあえん、Zinc chloride）とは、亜鉛の塩化物である。

## 概要
無水物の斜方晶は塩素が六方最密構造、亜鉛が4面体空孔に配置した構造。過剰な塩素の存在や濃厚溶液では亜鉛に四面体型に塩素が配位した[ZnCl4]2-構造が見られる。28 ℃以上では無水塩が、28 ℃以下で水和物を形成し、28 ℃で1.5水和物、11.5 ℃で2.5水和物、6 ℃で3水和物、−30 ℃で4水和物を形成することが知られている 。

## 歴史
1648年にドイツの J. R. グラウバーによって最初に合成された。

## 性質
潮解性を示し水溶液は一部が加水分解により中程度の酸性（pHは4前後）を示す 。濃厚溶液は粘度が高く蛍光を発する。水の他にエタノール、アセトン、グリセリン、エーテルにも溶ける。加熱すると分解し、有毒なヒューム（煙、粉塵: 塩化水素、酸化亜鉛）を生じる。

### 人体への影響
塩化亜鉛の微粉末（ヒューム）は刺激性であり、眼、呼吸器あるいは皮膚を刺激する。ヒュームを大量に吸引するとチアノーゼを起こす 。水生生物に対して毒性が強い。

## 製法
製造法は金属亜鉛または酸化亜鉛に塩酸を加えると得られる。あるいは工業的には無水塩化亜鉛は亜鉛と塩化水素から以下の反応で生成する 。
{\displaystyle {\ce {Zn\ + 2HCl(g) -> ZnCl2(s)\ + H2(g)}}}

## 用途
めっきの際の表面清浄剤、羊毛の難燃性処理、にかわ製造、防腐剤などあるいはマンガン乾電池の電解液に使われる。
はんだ付けの際、融剤として用いられる。これは塩化亜鉛の水溶液が加水分解されて酸性を示し、金属酸化物を溶かしやすいことと、はんだ付けの温度では蒸発してしまうことがないからである。
寒剤にもなり、塩化亜鉛/氷 を51:49で混合すると、−62 ℃と低温になる。